# Siejba
Siejba – część wsi Czarnówka w Polsce, położona w województwie warmińsko-mazurskim, w powiecie giżyckim, w gminie Wydminy.
W latach 1975–1998 Siejba administracyjnie należała do województwa suwalskiego. 